# Francisco Matarazzo Pignatari
Francisco Matarazzo Pignatari (Naples, Italie le 11 février 1917 ; São Paulo, Brésil le 27 octobre 1977) est un entrepreneur et un jet setteur italo-brésilien, surnommé « Baby Pignatari » par la presse.

## Biographie
Le grand-père maternel de Francisco Matarazzo Pignatari émigre à São Paulo avec ses frères en 1890. En quelques années, le comte Francesco Matarazzo est à la tête d'un important empire industriel et, le 10 décembre 1937, jour de sa mort, il est l’homme le plus riche du Brésil. Francisco Matarazzo Pignatari, petit-fils hérite de plusieurs mines et industries et est à la tête d'une immense fortune. 
Après un premier mariage avec Marina Parodi Delfino, il se remarie successivement à Nelita Alves de Lima, Ira von Fürstenberg et Maria Regina Fernandes. De son deuxième mariage, il a un fils, Giulio Cesare Pignatari (1940 - 1987),.